# 朱佶焞
瀋康王朱佶焞（1407年12月7日—1457年10月7日），明朝第二代瀋王，瀋簡王朱模庶第一子，生母為次妃章氏。

## 生平
永樂五年十一月初八日（1407年12月7日）生。永樂二十二年（1424年），封武鄉王。宣德六年（1431年），瀋簡王朱模去世。宣德七年（1432年），朱佶焞襲封瀋王。
虽然朱佶焞襲封瀋王，但其母章氏仍为瀋简王宫人，景泰二年（1451年）章氏去世后，因朱佶焞奏请被追赠为瀋简王夫人。
天順元年九月十九日（1457年10月7日），朱佶焞去世，享年五十一歲，在位二十六年，諡號康。兩年後，其嫡第二子瀋世子朱幼㙾嗣位。

## 家庭

### 妻
- 韓氏，南城兵馬指揮韓學女，宣德三年（1428年）封武鄉王妃[5]，宣德七年（1432年）進封瀋王妃。

### 子
- 第二子：瀋世子→瀋莊王朱幼㙾
- 第三子：清源莊簡王朱幼㘧
- 第四子：遼山宣穆王朱幼墏
- 第六子：內丘恭僖王朱幼𡐔
- 第七子：廣宗懷靖王朱幼𡊍
- 第八子：唐山悼僖王朱幼墧
- 第九子：永年榮安王朱幼塨
- 第十一子：朱幼堤，夭折[6]

### 女
- 長平郡主，儀賓李磐[7]

### 書目
- 《明史》

### 出處
1. ↑  《明太宗實錄》卷73
2. ↑  《明仁宗實錄》卷5
3. ↑  《明宣宗實錄》卷93
4. ↑  《明宣宗實錄》卷282
5. ↑  《明宣宗實錄》卷40
6. ↑  《明英宗實錄》卷186
7. ↑  《明英宗實錄》卷308

| 無 原因：明政府始封之王 | 明武鄉國國王 1424年－1432年 | 無 原因：襲封瀋藩國，封國廢除 |
| 前任者： 父簡王朱模     | 明瀋國國王 1432年－1457年   | 繼任： 子莊王朱幼㙾           |